# 巴倫·瓦卡
巴伦·瓦卡（Baron Divavesi Waqa，1959年12月31日—），瑙鲁政治家，現任太平洋島國論壇秘書長，曾任瑙鲁总统。

## 政治生涯

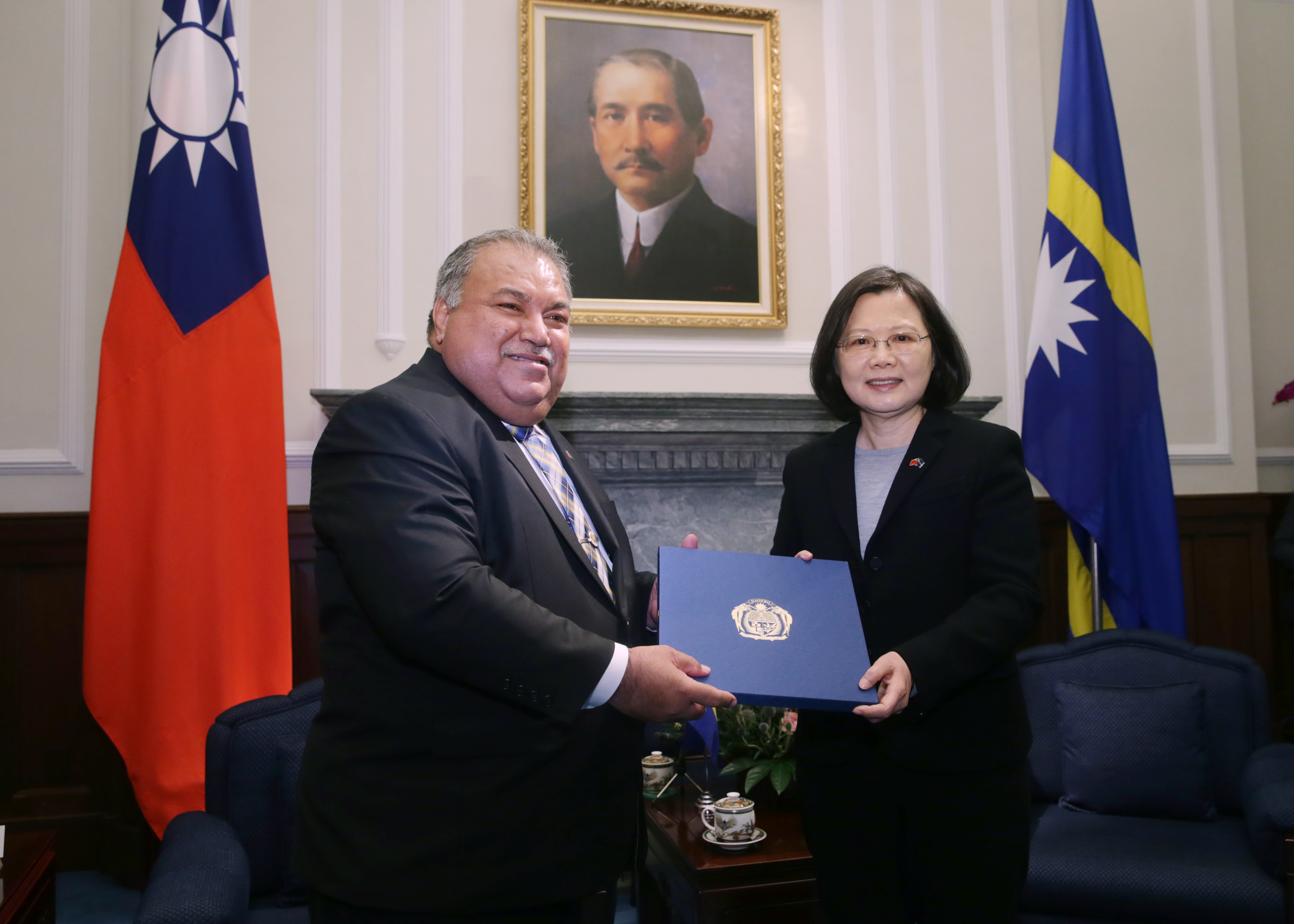
2017年，瓦卡在台北市总统府會見中华民国总统蔡英文

2004年4月23日，瓦卡和他的同事科瑞恩·科科，戴维·阿迪昂和法比安·瑞巴沃参加了亞倫區瑙鲁国际机场的抗议活动。这些都是为了表明对政府对澳大利亚境内的阿富汗寻求庇护者和希望小舰队的政策以及当时在议会遇到的僵局表示不满。由于参与抗议活动，所有四人都在监狱中监禁长达十四年。然而，斯考蒂在接下来的六月重新提升时，收费被取消了。 斯考蒂再次任命瓦卡为教育部长。
瓦卡于2013年瑙鲁总统大选，以13比5的票数击败前财政部长和反对派候选人罗兰·库恩。在总统达布维多离开以允许瓦卡选举以便政府成员继续执政之后，他被政府派系选中。
2014年1月，他对驱逐澳大利亚驻地法官彼得·罗（Peter Law）以及取消澳大利亚国民首席大法官杰弗里·埃姆斯（Geoffrey Eames）的签证表示了信任。政府还寻求在斐济律师的帮助下起草紧急规则法。在此之后，议会律师凯蒂·李·罗维被解雇，随后两名律师辞职，两人都是澳大利亚人。内政部长查梅因·斯考蒂表示，这是由澳大利亚外籍人士操纵的“任人唯亲制度”的症状，他说他们与反对派联盟。